# Batalha de Marston Moor
A Batalha de Marston Moor, que se deu no dia 2 de julho de 1644, durante a Primeira Guerra Civil Inglesa de 1642-1646. As forças combinadas dos parlamentares ingleses sob Ferdinando Fairfax, 2º Lorde Fairfax de Cameron e Edward Montagu, 2º conde de Manchester e os escoceses Covenanters sob Alexander Leslie, primeiro conde de Leven derrotaram os monarquistas comandados pelo príncipe Ruperto do Reno e por William Cavendish, 1.º Duque de Newcastle-upon-Tyne.
Durante o verão de 1644, os Covenanters e Parlamentares cercaram York, que era defendida pelo Duque de Newcastle. Ruperto reuniu um exército que marchou pelo noroeste da Inglaterra, reunindo reforços e novos recrutas no caminho, e através dos Peninos para socorrer a cidade. A convergência dessas forças tornou a batalha que se seguiu a maior das guerras civis.
Em 1º de julho, Ruperto superou os Covenanters e Parlamentares para socorrer a cidade. No dia seguinte, ele lutou contra eles, embora estivesse em menor número. Ele foi dissuadido de atacar imediatamente e, durante o dia, os dois lados reuniram suas forças em Marston Moor, uma extensão de campina selvagem a oeste de York. Perto da noite, os próprios Covenanters e Parlamentares lançaram um ataque surpresa. Depois de uma luta confusa que durou duas horas, a cavalaria parlamentar comandada por Oliver Cromwell expulsou a cavalaria realista do campo e, com a infantaria de Leven, aniquilou a infantaria realista restante.

Depois de sua derrota, os realistas abandonaram efetivamente o norte da Inglaterra, perdendo grande parte da força de trabalho dos condados do norte da Inglaterra (que eram fortemente realistas em simpatia) e também perdendo acesso ao continente europeu através dos portos na costa do Mar do Norte. Embora eles tenham recuperado parcialmente suas fortunas com vitórias no final do ano no sul da Inglaterra, a perda do norte provou ser uma desvantagem fatal no ano seguinte, quando eles tentaram sem sucesso se unir aos realistas escoceses sob James Graham, 1º Marquês de Montrose.